# Ангитис
Ангитис (грч. Αγγίτης) је насељено место у општини Просечен у периферији Источна Македонија и Тракија, Грчка. Према попису из 2021. године било је 52 становника.
Ангитис је подигнут после Првог светског рата на месту некадашњег читлука који се звао Магаре. У селу су насељене грчке избегличке породице, којих је на попису из 1920. године било 149 становника. Село се раније звало Нови Калапот.